# Max Mercury
Max Mercury est un personnage de fiction de DC Comics.

## Histoire
Il est d'abord apparu dans Quality Comics national no 5, couverture datée novembre 1940, sous le nom de Quicksilver. Presque rien n'a été révélé au sujet de ce personnage, sauf qu'il possédait une super-vitesse et que son identité secrète avait pour prénom « Max ». En raison de l'arrière - plan indistinct du personnage, des décennies plus tard, le scénariste Mark Waid est libre de réinventer le personnage dans The Flash sans contredire quoi que ce soit. Lorsque le personnage est réapparu au début des années 1990 dans The Flash, son nom est changé de « Quicksilver » à « Mercury » pour éviter toute confusion avec le personnage de Quicksilver de Marvel Comics.